# Tour du Cardinal d'Aux
La tour du Cardinal d'Aux est une tour située La Romieu, dans le département du Gers. Elle a été construite entre 1313 et 1318. Elle est située au sud-ouest de la collégiale saint-Pierre.
La tour est le seul vestige du manoir du cardinal Arnaud d'Aux, cousin du pape Clément V, fondateur de la collégiale de La Romieu. Elle est de plan carré et a deux étages. On accédait au premier étage par un escalier qui a disparu. Elle est entièrement construite en pierre de taille.
La collégiale Saint-Pierre, par ailleurs, a deux tours :
- une tour octogonale, s'appuyant sur le côté oriental de l'abside, composée de trois salles voûtées (une par niveau) et cent-soixante-huit marches, s'achevant sur une pièce très ajourée au sommet, servait au chapitre de la collégiale. Le rez-de-chaussée sert de sacristie ornée de peintures du XIVe siècle (seize anges chanteurs ou musiciens escortés de la famille d'Aux) ;
- un clocher de 33 mètres, ou tour carrée, qui a la particularité d'avoir un escalier en double hélice permettant d'accéder à un premier niveau indépendamment, soit de l'intérieur de la collégiale, soit par l'extérieur.

Toutes les deux sont construites en pierre de taille.
Cette tour fait l’objet d’un classement au titre des monuments historiques depuis le 10 octobre 1928.